# 福温古道黄柏亭至隔水牌段
福温古道黄柏亭至隔水牌段，是位于中国福建省宁德市柘荣县黄柏乡蒲洋村和沙坑里村的一个隋唐时期古遗址，2021年4月入选第九批柘荣县文物保护单位。
福温古道黄柏亭至隔水牌段是福温古道途经柘荣境内的最西端路段，古道为东西走向，长约6.5公里，用块石和部分卵石铺设，路面宽约为1米—1.5米，部分路段宽约2米。由于该路段较硬，马车无法通过，仅能供行人和马帮通行。沿途有蒲洋坪桥、蒲洋街中桥、戏仔下桥3条石拱桥和1处古道路亭黄柏亭遗址等文物点。